# Chanabad
Chanabad (dari i paszto: خان آباد) – miasto w północnym Afganistanie, w prowincji Kunduz, w dolinie u podnóży Hindukuszu. W 2006 roku liczyło ok. 48 600 mieszkańców. Ośrodek handlowy regionu rolniczego z rozwiniętym rzemiosłem.